# Franciscus Bossinensis
Franciscus Bossinensis född 1485, död 1535 var en lutenist-kompositör aktiv i renässansens Italien på 1500-talet. Han var förmodligen född i staden Srebrenik i dåtidens Bosnien, någon gång på 1400-talet. Han bodde och arbetade i Venedig och publicerade två samlingar av lutmusik (innehållande 126 frottolas och 46 ricercares), tryckta av den venetianska tryckeriet Ottaviano Petrucci.